# 接續論
接續論（英語：Perdurantism，又稱作接續理論）是一個關於續存和同一性的哲學理論。 接續論的觀點是個體具有遍及該個體的存在的分離時間部分。接續論通常當作持續論的相對立場而被呈現。持續論是認為個體在它存在的每個時刻完整呈現。
「持續」與「接續」用來區分兩種考慮物體續存方式的用法，可以追溯自大卫·凯洛格·刘易斯(1986)。

## 蠕蟲理論者以及階段理論者
接續論者可以被分成兩個子團體，分別是蠕蟲理論者以及階段理論者。

### 蠕蟲理論
蠕蟲理論(The worm theory)，是主張一個續存的物體是由物體時間上的部分(temporal parts)組成。換言之，物體的續存是由其三維部分在時間中延展的四維「蠕蟲」(four-dimension worm)。而以為椅子、山脈以及人是三維物體，只是錯誤地將特定時間的時間部分(temporal part)和整體混淆。

### 階段理論
階段理論(Stage theory)，是主張一個續存的物體是由各個階段(stage)的物體組成的鍊。

## 文獻
- Lewis, D.K. 1986. On the Plurality of Worlds Oxford: Blackwell
- McKinnon, N. 2002. "The Endurance/Perdurance Distinction", The Australasian Journal of Philosophy 80:3 p. 288-306.
- Merricks, T. 1999. "Persistence, Parts and Presentism", Noûs 33 p. 421-38.
- Sider, T. 2001. Four-Dimensionalism Oxford: Clarendon Press.
- Joshua M. Stuchlik "Not All Worlds Are Stages" Philosophical Studies: An International Journal for Philosophy in the Analytic Tradition Vol. 116, No. 3 (Dec., 2003), pp. 309–321
- Zimmerman, D. 1996. "Persistence and Presentism", Philosophical Papers 25: 2.

## 外部連結
- Temporal parts （页面存档备份，存于） at the Stanford Encyclopedia of Philosophy